# Symphurus gorgonae
Symphurus gorgonae е вид лъчеперка от семейство Cynoglossidae. Видът не е застрашен от изчезване.

## Разпространение и местообитание
Разпространен е в Гватемала, Еквадор, Колумбия, Коста Рика, Мексико, Никарагуа, Панама, Салвадор и Хондурас.
Среща се на дълбочина от 21 до 120 m, при температура на водата около 15,4 °C и соленост 34,9 ‰.

## Описание
На дължина достигат до 8,2 cm.